# ブライアリー森林公園

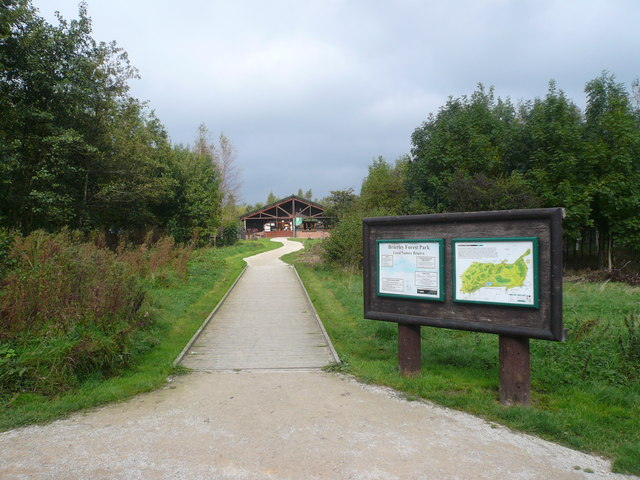
ブライアリー森林公園のビジターセンター

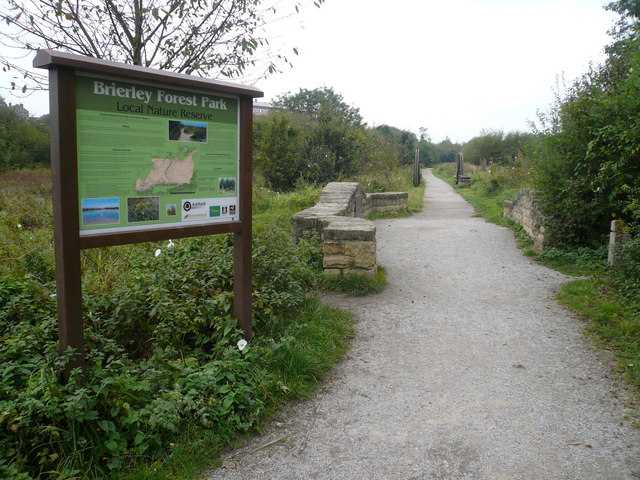
ブライアリー森林公園の案内板とトレイル

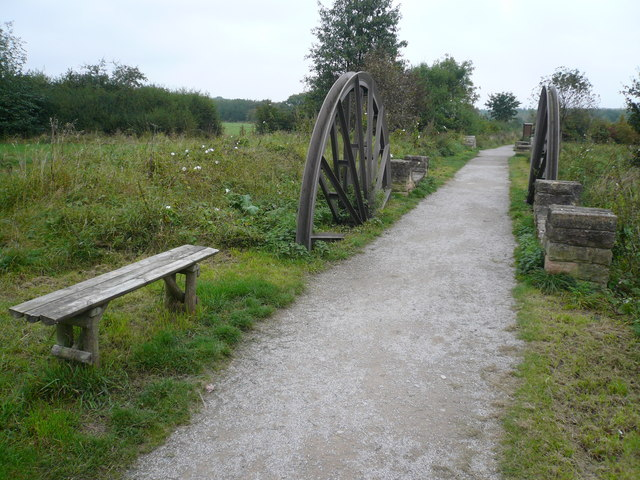
ブライアリー森林公園のトレイル

ブライアリー森林公園 (ブライアリーしんりんこうえん、英語: Brierley Forest Park) は、英国イングランドのノッティンガムシャー、サットンインアッシュフィールド（Sutton-in-Ashfield）にある森林公園で、2006 年に地元の自然保護区に指定された。
この公園には、石灰性草原、種まき草地、枯れたラグウォート、イエローワート、野生のニンジン、コメツブツ葉が生えたワイルドフラワー牧草地がある。ブライアリー ウォーターズ、ヨシの沼、ルーリー・ブルック、ビジターセンターの池の4つの湿地帯もある。また、種類が豊富な生け垣、森林、半自然植生がある。

## 内容
ブライアリー森林公園には、ビジターセンター、釣り場、サッカー場、子供用の遊び場、ピクニック、サイクリング、馬の遊歩道、鳥の餌やり場、樹木園、記念樹林、身障者用駐車場がある。パークラン（Parkrun）は毎週土曜日の朝に開催されている。

## 歴史
ここは元は一部農地とサットン炭鉱の跡地だった。炭鉱はもともとはニュースケグビー炭鉱と呼ばれていた。1873年に坑道が陥没し、1889年に閉山。この鉱山では、スタッフォードシャーのブライアリー ヒルから職を求めてやってきた鉱夫たちが働いていたので、地元ではブライアリーヒルと呼ばれていた。1970年代後半にぼた山が整理され、再土壌化されて再び植物が生えるようになった。ぼた山とその周辺の農地が買収されて、1992年から公園化の開発が始まった。ビジターセンターの中にこの土地の歴史を説明する展示がある。

## 参照項目
- ノッティンガムシャー